# あっ、ども。はじめまして。
『あっ、ども。はじめまして。』は、GReeeeNの1枚目のオリジナルアルバム。2007年6月27日にNAYUTA RECORDSから発売された。

## 概要
初回盤は、スリーブケース仕様となっている。収録曲「Day by Day」は、福島テレビ『Lばんスーパーニュース』高校野球福島県大会結果速報テーマ曲、ヒト・コミュニケーションズ企業「ヒトコムで、はじめよう・男性」篇・「ヒトコムで、はじめよう・女性」篇各CFイメージソング、ムラサキスポーツTVCM曲（東北エリア限定）にそれぞれ起用された。
オリコンチャートでは初登場2位にランクインし、翌週も2位をキープした。

## 批評
CDジャーナルは、「ポジティヴなハイ&ロウのハーモニー、ロック、ヒップホップなど様々なバックトラックが新鮮に感じられる作品。」と評した。

## 収録曲
| 全作詞・作曲・編曲: GReeeeN。 |                                              |         |            |      |
| #                             | タイトル                                     | 作詞    | 作曲・編曲 | 時間 |
| 1.                            | 「道」(1stシングル。)                        | GReeeeN | GReeeeN    | 4:08 |
| 2.                            | 「Day by Day」                               | GReeeeN | GReeeeN    | 4:00 |
| 3.                            | 「愛唄」(3rdシングル。)                      | GReeeeN | GReeeeN    | 3:59 |
| 4.                            | 「HIGH G.K LOW 〜ハジケロ〜」(2ndシングル。) | GReeeeN | GReeeeN    | 3:33 |
| 5.                            | 「NEW LIFE」                                 | GReeeeN | GReeeeN    | 4:19 |
| 6.                            | 「子犬」                                     | GReeeeN | GReeeeN    | 3:35 |
| 7.                            | 「MISS YOU」                                 | GReeeeN | GReeeeN    | 4:41 |
| 8.                            | 「手紙 〜君たちへ〜」                        | GReeeeN | GReeeeN    | 4:53 |
| 9.                            | 「パリピポ」                                 | GReeeeN | GReeeeN    | 3:11 |
| 10.                           | 「レゲレゲ」                                 | GReeeeN | GReeeeN    | 3:11 |
| 11.                           | 「ミドリ」                                   | GReeeeN | GReeeeN    | 4:50 |
| 合計時間:                     | 合計時間:                                    | 44:20   |            |      |